# Kernkraftwerk Fort St. Vrain
Das Kernkraftwerk Fort St. Vrain (englisch Fort St. Vrain Nuclear Generating Station) mit einem Hochtemperaturreaktor lag nahe Platteville im US-Bundesstaat Colorado.

## Geschichte
Der Reaktor in Fort St. Vrain war einer von zwei Hochtemperaturreaktoren in den USA. Baubeginn war am 1. September 1968. Die Leistung des Reaktors betrug 342 Megawatt. Am 11. Dezember 1976 nahm der Reaktor den Betrieb auf. Nach der Stilllegung im Jahre 1989 wurde das Gebäude bis 1992 abgerissen. Der 174 Mio. USD teure Rückbau war 1997 abgeschlossen und auf dem Gelände wurde ein Gaskraftwerk errichtet.

## Daten des Reaktorblocks
Das Kernkraftwerk Fort St. Vrain hatte einen Block:
| Reaktorblock   | Reaktortyp            | Netto- leistung | Brutto- leistung | Baubeginn  | Netzsyn- chronisation | Kommer- zieller Betrieb | Abschal- tung |
| -------------- | --------------------- | --------------- | ---------------- | ---------- | --------------------- | ----------------------- | ------------- |
| Fort St. Vrain | Hochtemperaturreaktor | 330 MW          | 342 MW           | 01.09.1968 | 11.12.1976            | 01.07.1979              | 29.08.1989    |